# Вулька-Медзинська
Вулька-Медзинська (пол. Wólka Miedzyńska) — село в Польщі, у гміні Соколів-Підляський Соколовського повіту Мазовецького воєводства.
Населення — 157 осіб (2011).
У 1975-1998 роках село належало до Седлецького воєводства.

## Демографія
Демографічна структура станом на 31 березня 2011 року:
|          | Загалом | Допрацездатний вік | Працездатний вік | Постпрацездатний вік |
| -------- | ------- | ------------------ | ---------------- | -------------------- |
| Чоловіки | 84      | 20                 | 53               | 11                   |
| Жінки    | 73      | 18                 | 36               | 19                   |
| Разом    | 157     | 38                 | 89               | 30                   |